# Matshelagabedi
Matshelagabedi é uma vila localizada no distrito Nordeste em Botswana. Possuía, em 2011, uma população estimada de 2 871 habitantes.